# Palacio Emo de la Maddalena
El palacio Emo de la Maddalena es un palacete histórico italiano, de estilo barroco, situado en el sestiere de Cannaregio en Venecia, con fachada al Gran Canal de Venecia entre el palacio Molin Querini y el palacio Soranzo Piovene.

## Historia
El edificio se construyó en los inicios del siglo XVII. Fue promovido por la familia Emo, aunque Angelo Emo, de la rama de «San Simeon» no llegó a vivir en el edificio. De hecho, el edificio pasó a ser propiedad de los Emo de «San Leonardo» en 1610 a través del matrimonio de Alvise Emo, hijo de Francesco y Cassandra Donà, con Eleonora Rodriguez di Diego. 
Mediado el siglo XVIII, los propietarios eran Francesco y Gerolamo Emo Alvise, que en 1749 acordaron la ampliación del palacio contiguo Molin Querini.

## Descripción
El edificio presenta una fachada dividida en dos secciones con doble orientación respondiendo a la sinuosidad del canal. Aparte, muestra ciertos anacronismos, que la hacen parecer del siglo XVI. 
La fachada se desarrolla en cuatro alturas, con planta baja, entresuelo, planta noble y buhardilla. Su poder expresivo se concentra en el grupo formado por el portal al nivel del canal y la serliana superior con balconada en la planta principal, con grandes monóforas a ambos lados, dos a la derecha y tres a la izquierda, todas con arco de medio punto .